# Collin Martin
Collin Martin (Chavy Chase, 9 novembre 1994) è un calciatore statunitense, centrocampista del North Carolina.

## Carriera
Il 10 luglio 2013 viene ingaggiato dal DC United, che lo gira in prestito ai Richmond Kickers in USL.
Il 3 agosto, dopo essere tornato dal prestito, esordisce in MLS subentrando a partita in corso contro il Montreal Impact.
Nel gennaio 2017 passa al Minnesota United.
Nel 2018 ha fatto coming out dichiarandosi omosessuale.

## Statistiche

### Presenze e reti nei club
Statistiche aggiornate al 16 ottobre 2017.
| Stagione           | Squadra            | Campionato         | Campionato | Campionato | Coppe nazionali | Coppe nazionali | Coppe nazionali | Coppe continentali | Coppe continentali | Coppe continentali | Altre coppe | Altre coppe | Altre coppe | Totale | Totale |
| Stagione           | Squadra            | Comp               | Pres       | Reti       | Comp            | Pres            | Reti            | Comp               | Pres               | Reti               | Comp        | Pres        | Reti        | Pres   | Reti   |
| ------------------ | ------------------ | ------------------ | ---------- | ---------- | --------------- | --------------- | --------------- | ------------------ | ------------------ | ------------------ | ----------- | ----------- | ----------- | ------ | ------ |
| 2013               | DC United          | MLS                | 7          | o          | USOC            | -               | -               |                    | -                  | -                  |             | -           | -           | 7      | 0      |
| 2014               | Richmond Kickers   | USL                | 6          | 1          | USOC            | -               | -               |                    | -                  | -                  |             | -           | -           | 6      | 1      |
| 2014               | DC United          | MLS                | -          | -          | USOC            | -               | -               | CCL                | 3                  | 0                  |             | -           | -           | 3      | 0      |
| 2015               | Richmond Kickers   | USL                | 7          | 0          | USOC            | -               | -               |                    | -                  | -                  |             | -           | -           | 7      | 0      |
| 2016               | DC United          | MLS                | 2          | 0          | USOC            | -               | -               | CCL                | 4                  | 0                  |             | -           | -           | 6      | 0      |
| Totale D.C. United | Totale D.C. United | Totale D.C. United | 15         | 0          |                 | -               | -               |                    | 7                  | 0                  |             | -           | -           | 22     | 0      |
| 2017               | Minnesota United   | MLS                | 11         | 0          | USOC            | 1               | 0               |                    | -                  | -                  |             | -           | -           | 12     | 0      |
| Totale carriera    | Totale carriera    | Totale carriera    | 39         | 1          |                 | 1               | 0               |                    | 7                  | 0                  |             | -           | -           | 47     | 1      |

## Palmarès

### Club

#### Competizioni nazionali
- Lamar Hunt U.S. Open Cup: 1

D.C. United: 2013